# Umm al-Qaiwain (Emirat)
Umm al-Qaiwain (arabisch إمارة أم القيوين, DMG Imārat Umm al-Qaiwain ‚Mutter zweier Kräfte‘), oft als Umschrift der dialektalen Aussprache auch Umm al-Quwain oder Umm al-Qiwain geschrieben, ist eines der sieben Emirate der Vereinigten Arabischen Emirate (VAE).
Das Emirat hatte beim Zensus 2005 etwa 50.000 Einwohner und ist damit das Emirat mit der geringsten Bevölkerung aller sieben Emirate. Für 2015 wurde die Bevölkerung auf 73.000 Personen geschätzt. Etwa 60 % der Bevölkerung sind männlichen Geschlechts, nur gut 30 % sind Staatsbürger der VAE. Umm al-Qaiwain umfasst etwa 755 km², das sind etwa ein Prozent des Territoriums der Vereinigten Arabischen Emirate (VAE), womit es das zweitkleinste der Emirate ist.

## Geographie
Das Emirat liegt im Norden des Landes, umschlossen von den Emiraten Schardscha und Ra’s al-Chaima sowie dem Persischen Golf. Das Territorium besteht – abgesehen von vorgelagerten Inseln im Persischen Golf – aus einem zusammenhängenden Gebiet ohne Exklaven, und nicht wie fünf der sieben Emirate aus verschiedenen Teilgebieten.
Im Norden des Emirats, auf einer Halbinsel vor der Bucht Chaur al-Badya, liegt die gleichnamige Hauptstadt Umm al-Qaiwain. Östlich der Stadt sowie im Chaur al-Badya liegen mehrere von Mangroven bewachsene Inseln, deren größte die Insel as-Siniyya ist. Etwa 40 km südöstlich der Hauptstadt liegt Faladsch al-Muʿalla, das landwirtschaftliche Zentrum des Emirats.

## Geschichte
Das Gebiet ist archäologischen Funden zufolge seit mindestens 5000 Jahren bewohnt. Tall Abraq, eine Stätte der Umm-an-Nar-Kultur an der Grenze zu Schardscha, war zwei Jahrtausende lang besiedelt. Die moderne Geschichte Umm al-Qaiwains begann Ende des 18. Jahrhunderts, als Madschid al-Muʿalla die seither über das Gebiet herrschende Dynastie gründete. Ab 1820 war das Emirat Umm al-Qaiwain einer der sogenannten von Großbritannien befriedeten Trucial States.
Am 2. Dezember 1971 entließ Großbritannien die Trucial States in die Unabhängigkeit. Unter Führung von Abu Dhabi und Dubai wurden die Vereinigten Arabischen Emirate (VAE) aus den ehemaligen Trucial States Abu Dhabi, Dubai, Schardscha, Adschman, Umm al-Qaiwain und Fudschaira gegründet. Am 10. Februar 1972 trat auch Ra’s al-Chaima als siebter und letzter ehemaliger Trucial State der VAE-Föderation bei.
Herrscher der Muʿalla-Dynastie:
- 1775–17… Madschid al-Muʿalla
- 17…–1816 Raschid ibn Madschid al-Muʿalla (Raschid I.)
- 1816–1853 Abdullah ibn Raschid al-Muʿalla (Abdullah I.)
- 1853–1873 Ali ibn Abdullah al-Muʿalla (Ali)
- 1873–1904 Ahmad ibn Abdullah al-Muʿalla (Ahmad I.)
- 1904–1922 Raschid ibn Ahmad al-Muʿalla (Raschid II.)
- 1922–1923 Abdullah ibn Raschid al-Muʿalla (Abdullah II.)
- 1923–1929 Hamad ibn Ibrahim al-Muʿalla (Hamad)
- 1929–1981 Ahmad bin Raschid Al Mualla (Ahmad II.)
- 1981–2009 Raschid bin Ahmad bin Raschid Al Mualla (Raschid III.)
- 2009–0000 Saud bin Raschid Al Mualla

## Kultur
Die Kultur der VAE wurzelt in der islamischen Religion und der traditionellen arabischen Kultur.
Seit 2006 gelten Freitag und Samstag als Wochenende, das somit den den Muslimen heiligen Freitag und das westliche Wochenende verbindet.

## Wirtschaft und Tourismus
Traditionell lebte das Emirat vom Fischfang, Bootsbau (Dhaus) und der in dem Oase Faladsch al-Muʿalla betriebenen Dattelanbau, wo sich auch die erste und bedeutendste Geflügelfarm des Landes befindet. Heute ist der Fremdenverkehr ein weiterer Wirtschaftszweig. Als touristische Attraktionen gelten der Dreamland Aqua Park, der weltgrößte Freizeitpark seiner Art, und die zum Naturschutzgebiet erklärte etwa einen Kilometer vor Umm al-Qaiwain-Stadt gelegene Insel as-Siniyya. Die Bucht Chaur al-Badya ermöglicht neben der Vogelbeobachtung auch die besten Sportsegelmöglichkeiten in den VAE. In der Stadt gibt es sieben Festungen, von denen eine renoviert wurde und heute ein Museum beherbergt.

### Bauprojekt Salam City
Die Regierung des Emirats ließ um die Jahrtausendwende den Plan entwickeln, Salam City, eine neue Stadt nach dem Vorbild der Stadtteilgründungen in Dubai, zu bauen. Laut Ideenskizze sollte auf einer Fläche von 20,5 Quadratkilometern im Bereich der weitgehend stark gegliederten, bislang unbebauten Mangrovenküste östlich der Altstadt eine neue Stadt errichtet werden. Nach Vertragsabschluss im Jahr 2005 wurden die Arbeiten jedoch bereits um 2009 eingestellt. 2012 wurde bekannt gegeben, dass die Investitionen zurückerstattet würden.